# اویزد و روسیتس
آویزد و روسیتس (به لاتین: Újezd u Rosic) یک منطقهٔ مسکونی در جمهوری چک است که در شهرستان برنو-ونکوو واقع شده‌است. اویزد و روسیتس ۱۰٫۸۸ کیلومتر مربع مساحت و ۲۳۶ نفر جمعیت دارد و ۴۹۰ متر بالاتر از سطح دریا واقع شده‌است.